# Ligne S2 du service ferroviaire suburbain de Milan
Pour les articles homonymes, voir S2.
La ligne S2 du service ferroviaire suburbain de Milan, nommée Ligne S2, est une ligne du service ferroviaire suburbain de Milan qui converge sur le centre de Milan, de la gare de Mariano-Comense à celle de Milan-Rogoredo.

## Histoire
L'ouverture de la ligne S2 du service ferroviaire suburbain de Milan débute le 12 décembre 2004 entre les gares de Mariano-Comense et de Milan-Porta-Vittoria.
Le 15 juin 2008, le service est prolongé de la gare de Milan-Porta-Vittoria à la gare de Milan-Rogoredo.

## Infrastructure
Le service de la ligne S2 est effectué sur les infrastructures du Passante ferroviaire de Milan et d'une partie de la ligne de Milan à Asso.

## Liste des gares
|  |  |   |  |  | Gare                      | Zone | Communes         | Correspondances                           |
|  |  | - |  |  | ------------------------- | ---- | ---------------- | ----------------------------------------- |
|  |  | • |  |  | Mariano-Comense           |      | Mariano Comense  | Régional R (LeNord)                       |
|  |  | • |  |  | Cabiate                   |      | Cabiate          | Régional R (LeNord)                       |
|  |  | • |  |  | Meda                      |      | Meda             | Régional R (LeNord)                       |
|  |  | • |  |  | Seveso                    |      | Seveso           | / Régional R (LeNord)                     |
|  |  | • |  |  | Cesano-Maderno            |      | Cesano Maderno   | / Régional R (LeNord)                     |
|  |  | • |  |  | Bovisio-Masciago-Mombello |      | Bovisio-Masciago |                                           |
|  |  | • |  |  | Varedo                    |      | Varedo           |                                           |
|  |  | • |  |  | Palazzolo-Milanese        |      | Paderno Dugnano  |                                           |
|  |  | • |  |  | Paderno-Dugnano           |      | Paderno Dugnano  |                                           |
|  |  | • |  |  | Cormano-Cusano-Milanino   |      | Cormano          |                                           |
|  |  | • |  |  | Milan-Bruzzano            | U    | Milan            |                                           |
|  |  | • |  |  | Milan-Affori              | U    | Milan            | / Trenord                                 |
|  |  | • |  |  | Milan-Bovisa-Politecnico  | U    | Milan            | / Malpensa Express / Trenord              |
|  |  | • |  |  | Milan-Lancetti            | U    | Milan            |                                           |
|  |  | • |  |  | Milan-Porta Garibaldi     | U    | Milan            | / Malpensa Express / Trenord / Trenitalia |
|  |  | • |  |  | Milan-Repubblica          | U    | Milan            |                                           |
|  |  | • |  |  | Milan-Porta-Venezia       | U    | Milan            |                                           |
|  |  | • |  |  | Milan-Dateo               | U    | Milan            |                                           |
|  |  | • |  |  | Milan-Porta-Vittoria      | U    | Milan            |                                           |
|  |  | • |  |  | Milan-Rogoredo            | U    | Milan            | / Trenord / Trenitalia                    |